# Atenango del Río
Atenango del Río, é um município do estado de Guerrero, no México. Quando o estado foi formado, Atenango já possuia o status de município e fazia parte do estado do México. 